# 匈尼特人
匈尼特人（拉丁語：Xionites，Chionites，或 Chionitae，中古波斯語: Xiyon; Avestan: Xiiaona; 粟特语: Xwn)，巴勒維語刻文稱為Huna，Hunni，Yun，中文稱為獯或狁，一群古代游牧民族，逐渐采用了伊朗語言，曾經佔據河中地区與巴克特里亞。
阿米阿努斯·馬爾切利努斯於356年至357年間，在貴霜王朝的巴尔赫（Balkh）領土中活動時，首次記錄下這個民族。在中古世紀後期，他們由中亞進入伊朗。他們的文化深受貴霜帝國與巴克特里亞的影響，在他們的領土上，保護了東伊朗語的使用。在薩珊王朝時代，他們成為薩珊王朝的外患之一。

## 歷史
匈尼特人部分學者認為原自西遷的北匈奴，此部分獲多數學者讚同，匈尼特人文明程度與匈奴人相當，也和匈奴人的長相相似度極高，但匈尼特人為匈奴人的說法尚無定論，目前可證實的證據為北匈奴消失的地點和匈尼特人出現的地點位置相當。

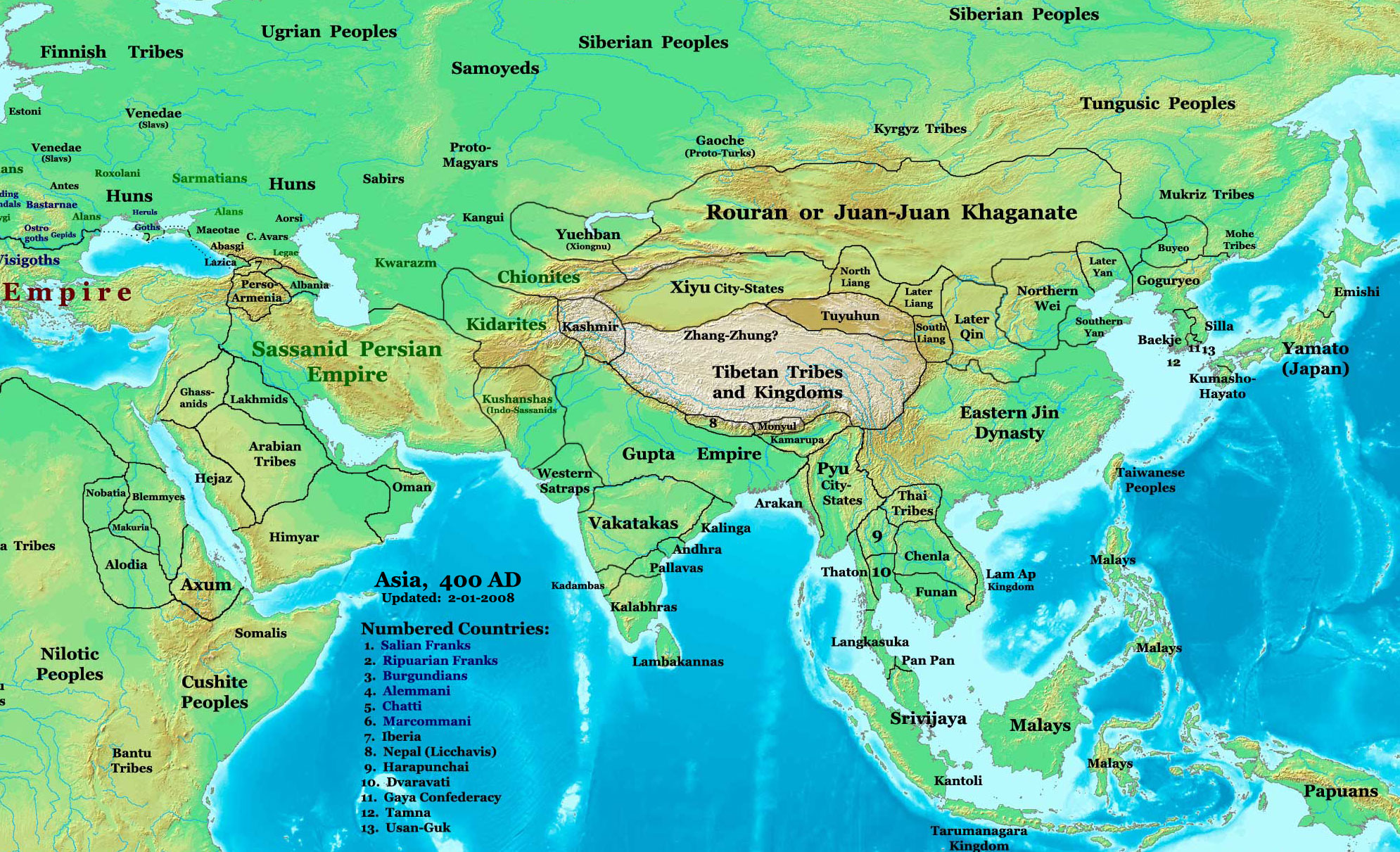
匈尼特人(Chionites)和悅般(Yueban)出现在公元 400 年的亚洲

- 石国匈尼特人铸币，大致流通于公元625~725年
- 石国匈尼特人铸币，大致流通于公元625~725年
- 石国匈尼特人铸币

## 相关
- Kidarites（以寄多罗Kidara名字明明）
- 匈那人
- 匈奴
- 匈人